# Smit & Ten Hove
De Koninklijke Sigarenfabriek Smit & Ten Hove  in de stad Kampen, maar ook in enkele andere Nederlandse steden, was in de tweede helft van de 19e eeuw in de sigarenindustrie een belangrijke werkgever. 

## Geschiedenis
Smit & Ten Hove was een van de vele sigarenfabrieken die zich in Kamper binnenstad bevonden. In 1896 vestigde de firma zich hier. De huidige architectuur aan de Oudestraat 45, het voormalige fabriekscomplex, is naar ontwerp van de Kamper architect G.B. Broekema in 1906 gebouwd. Het complex is aan beide zijden van de Breedesteeg in fasen ontstaan in het eerste kwart van 20ste eeuw. De sigarenfabriek was hier tot 1979 in gevestigd. In 1996 kreeg het pand een winkelbestemming.
Smit & Ten Hove heeft onder andere het merk White Ash op de markt gebracht, maar werd vooral bekend met Balmoral. Balmoral diende een luxe imago diende uit te stralen. Het beeldmerk was dan ook Balmoral Castle het buitenverblijf van de Britse koninklijke familie in Schotland. Het merk mocht alleen in de betere sigarenzaak verkocht worden.  Toen de sigarenmarkt in de tweede helft van de twintigste eeuw sterk inkromp, lukte het Smit & Ten Hove om overnames te plegen. Zo werd in 1952 de sigarenfabriek van Alphonse Hamers uit Oisterwijk met merknaam De Huifkar overgenomen, en in 1953 Ned. Sigarenfabriek Henry De Leeuw uit 's-Hertogenbosch. Het Kampense bedrijf zelf werd in 1975 overgenomen door Douwe Egberts, dat al een divisie had met tabak, zoals Drum shag, en Panter sigaren. De merken Huifkar en Balmoral bleven bestaan, en kwamen in 1983 bij Agio terecht.

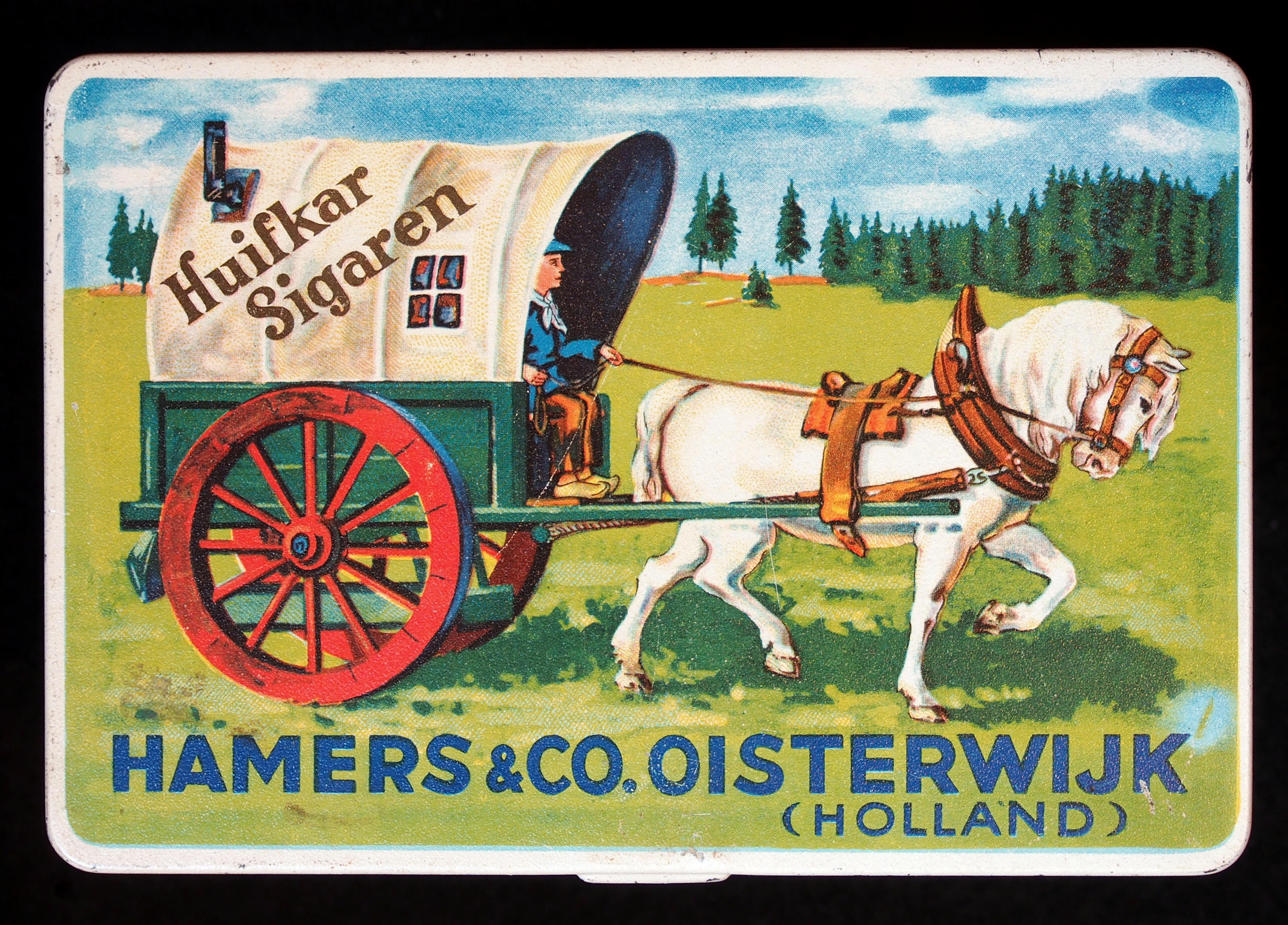